# Punkbuster
Punkbuster é o programa de computador desenvolvido pela Even Balance que previne o uso de trapaças (cheats) em jogos online. Alguns dos jogos onde já foi aplicado são Battlefield, America's Army, Crysis, F.E.A.R., Call of Duty, Quake III Arena, Joint Operations, War Rock, WarZ, Battlefield heroes entre outros.  Ele faz isso verificando o conteúdo da memória da máquina local. Um computador identificado como usando cheats pode ser proibido de se conectar a servidores protegidos. O objetivo do programa é isolar cheaters e impedi-los de interromper jogos legítimos.